# Plansichter

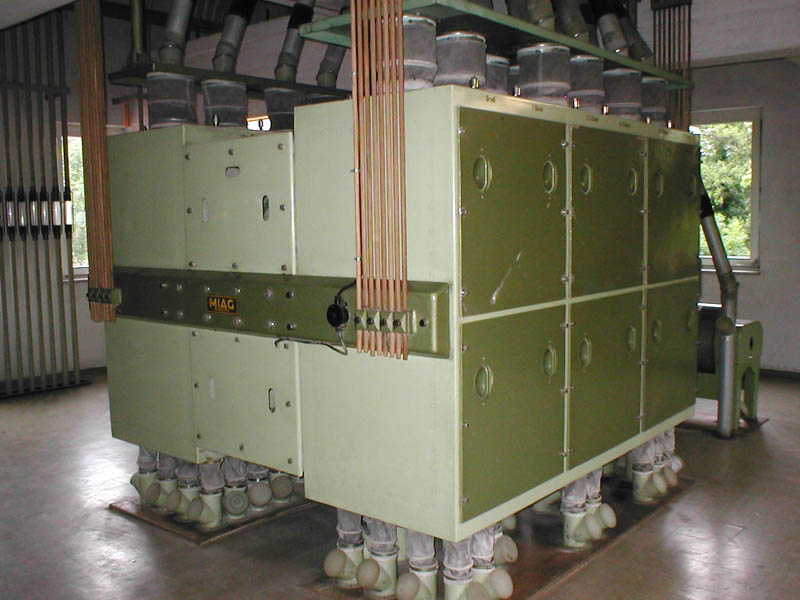
Plansichter met de typische ophanging aan stokken

Een plansichter wordt gebruikt in een windmolen en is een heen en weer gaande zeef voor het zeven van op een walsenstoel gemalen graan. De plansichter is eind 19e eeuw uitgevonden  door Karl Haggenmacher in Budapest. De machine heeft 8-15 zeven, die  in meerdere afdelingen gestapeld zijn. Op elke zeeflaag bewegen kleine borsteltjes of werfels, die ervoor moeten zorgen dat de zeven niet dicht gaan zitten. De maaswijdte van de zeven in een zevenstapel loopt van ongeveer 100 tot 1000 µm, waardoor het gemalen graan verdeeld wordt in meel, fijngries, middelfijne en grove gries en zemelen.
Het scheidingsprincipe berust op het soortelijk gewicht van het te scheiden product. Bij meel is dat het mineraalstofgehalte, dat afhankelijk is van de fijnheid van het meel. De zwaardere delen bevatten nog zemelen. De zwaardere delen vallen door de zeef en de lichtere delen blijven boven de zeef zweven en worden verwijderd.

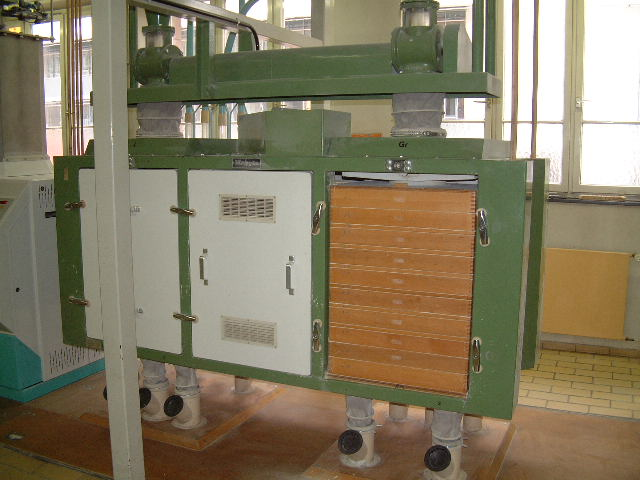
Plansichter
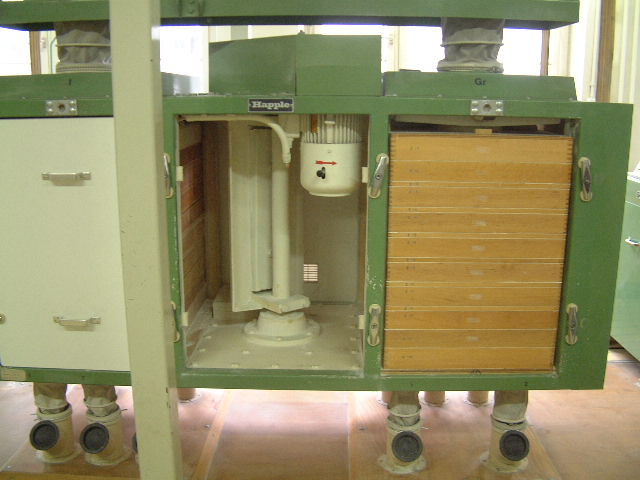
Aandrijving plansichter
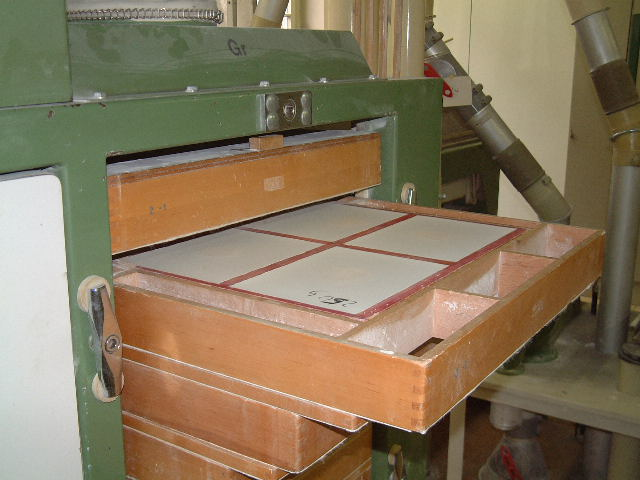
Zeven
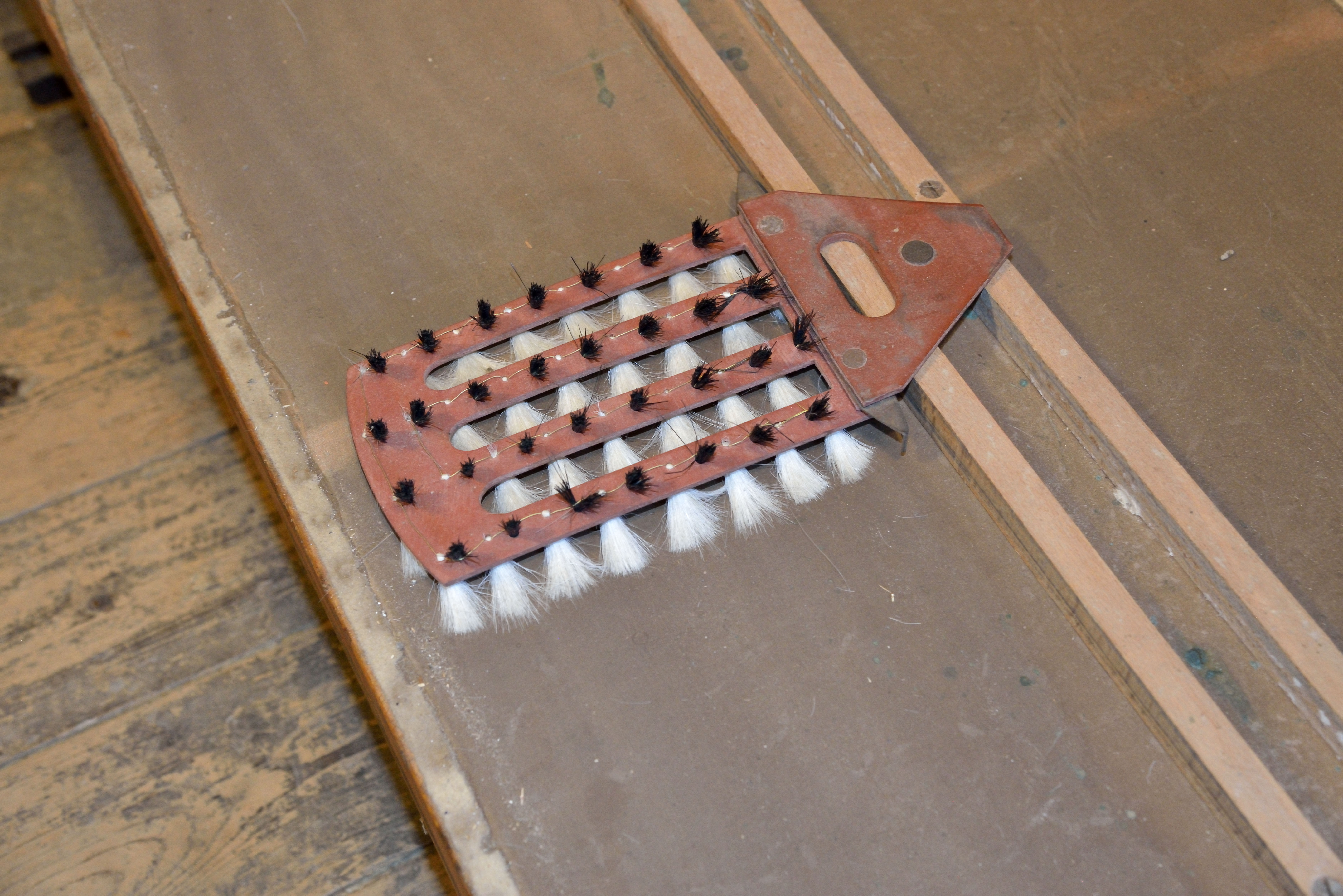
Borstels
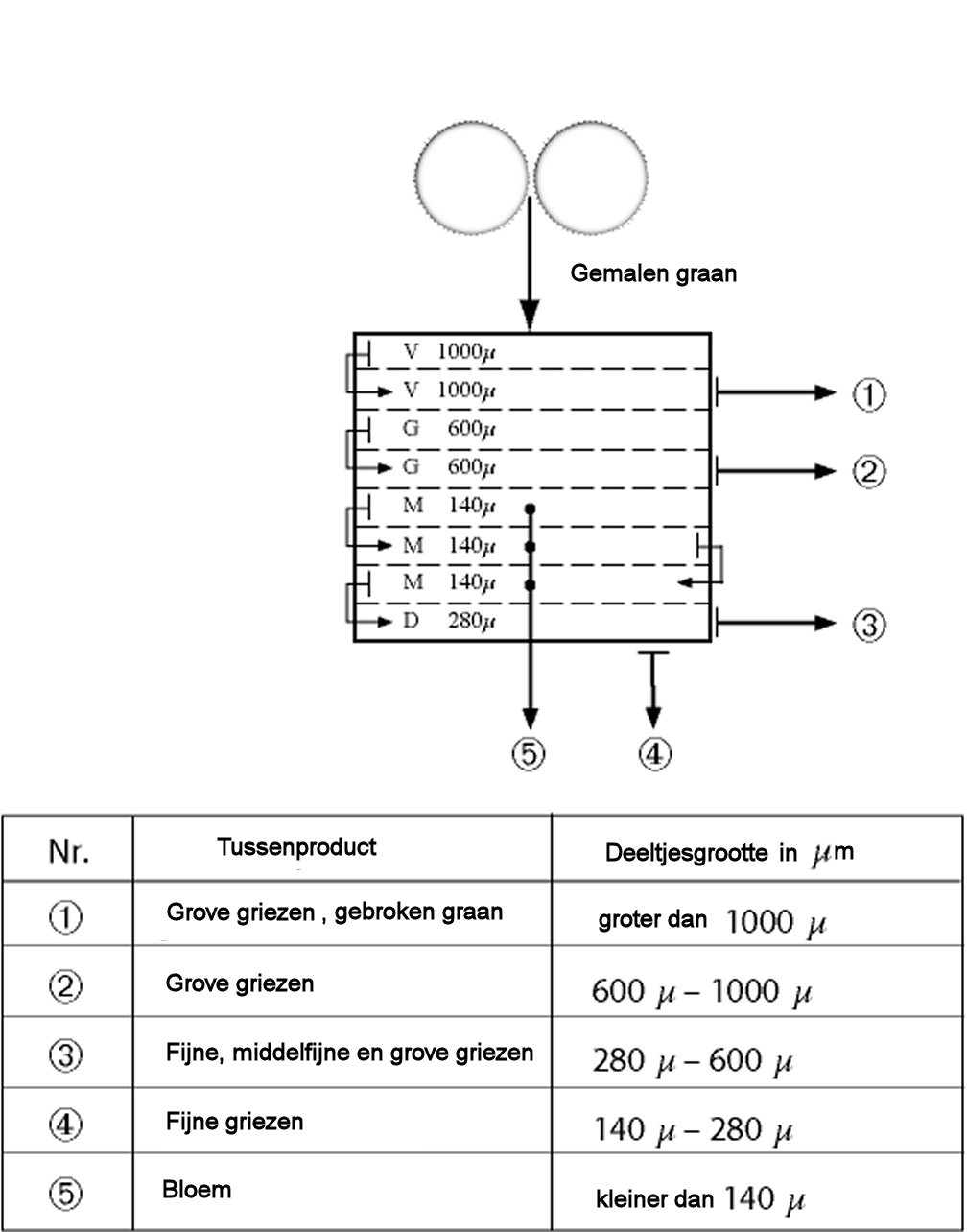
Schema deeltjesgrootte
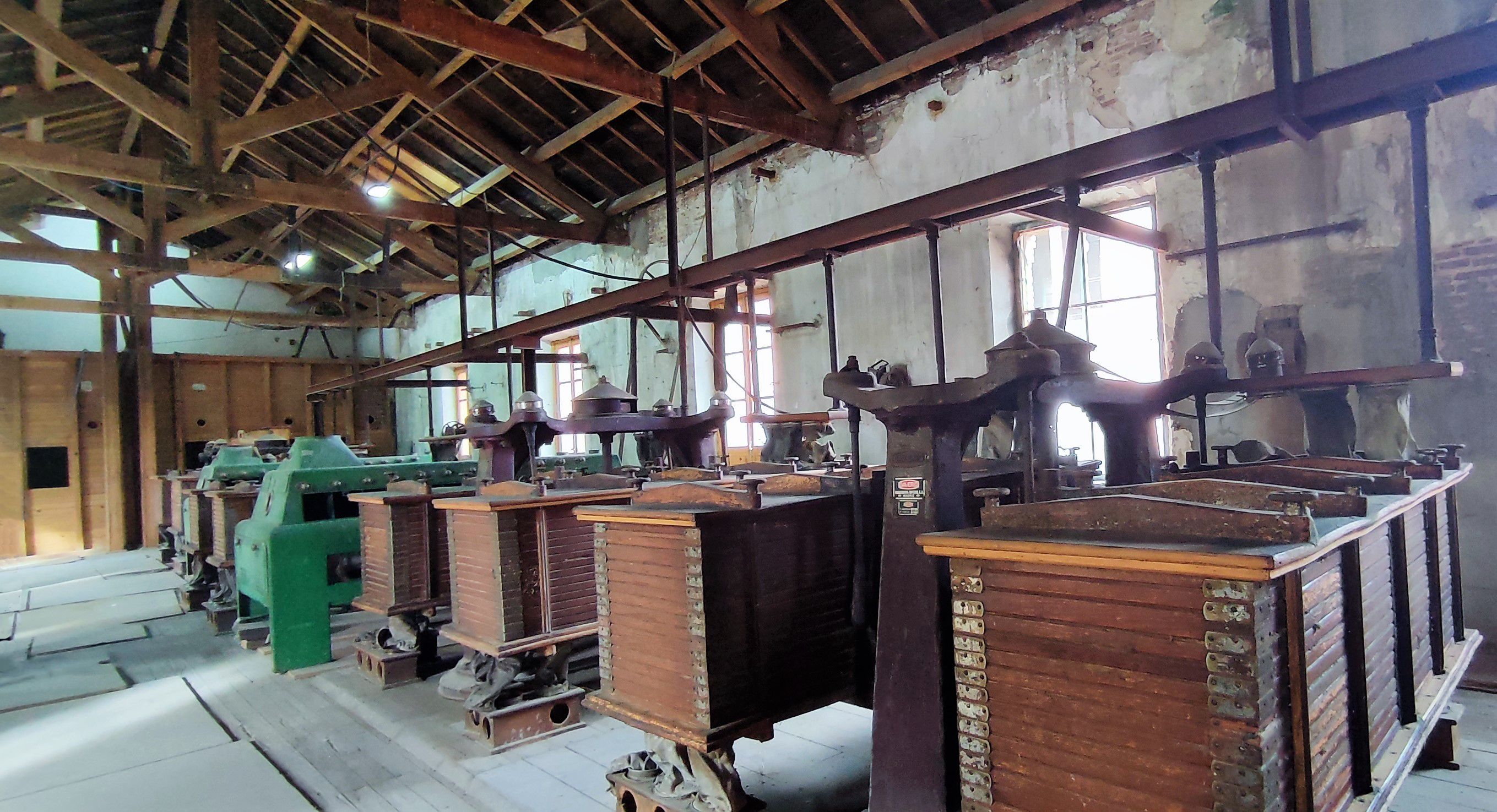
Plansichters (Daverio, Henrici & CIE, 1916)